# 夢の日々〜SERIOUS & JOY〜
『夢の日々〜SERIOUS & JOY〜』（ゆめのひび シリアス・アンド・ジョイ）は、真心ブラザーズの9枚目のアルバム。2001年11月21日にKi/oon Recordsから発売された。

## 解説
オリジナル・アルバムとしては、2年3か月ぶりに発売された。真心ブラザーズのオリジナル・アルバムの中では、最もシングル曲の収録数が多い。
ジャケット写真やブックレットの写真は沖縄県座間味村で撮影されたものである。本作の発売後のライブを以て、2005年まで活動を休止した。
桜井によると「それが本当なら」は、それまで聞いてきた音楽から受け取ったメッセージ全般への回答であり、歌うと疲れると語っている。シングルではカップリングだった「人間はもう終わりだ!」もアンサーの対象に入っているという。

## 収録曲
1. 流れ星
作詞・作曲：YO-KING
編曲：星勝
  - 23rdシングル
2. この愛は始まってもいない
作詞・作曲：YO-KING
編曲：鈴木茂
  - 26thシングル
3. Moonlight Shuffle
作詞・作曲・編曲：桜井秀俊
4. 橋の上で（Single Version）
作詞・作曲：桜井秀俊
編曲：石川鉄男
  - 24thシングル
5. 人間はもう終わりだ!
作詞・作曲・編曲：YO-KING
  - 28thシングル
6. 遠くまできて
作詞・作曲・編曲：YO-KING
7. ひこうきぐも
作詞・作曲：YO-KING
編曲：石川鉄男
8. 名前を呼びたい
作詞・作曲・編曲：桜井秀俊
9. まばたきの間に
作詞・作曲・編曲：桜井秀俊
10. 遠い夏
作詞・作曲：YO-KING、編曲：島田昌典
  - 23rdシングル
11. 明日はどっちだ!（Live Version）
作詞・作曲：YO-KING
編曲：真心ブラザーズ
  - 25thシングルのライブ音源
12. 重なるように
作詞・作曲・編曲：YO-KING
13. FLY
作詞・作曲：YO-KING
編曲：島田昌典
  - 27thシングル
  - テレビ朝日系『熱闘甲子園』2001年度オープニング及びエンディングテーマ
14. 夕凪
作詞・作曲・編曲：YO-KING
15. Swells on Peace
作曲・編曲：桜井秀俊
  - 器楽曲
16. それが本当なら（Album Version）
作詞・作曲・編曲：桜井秀俊
  - 28thシングルのカップリング曲